# Discophora celinde
Discophora celinde är en fjärilsart som beskrevs av Stolle 1790. Discophora celinde ingår i släktet Discophora och familjen praktfjärilar. Inga underarter finns listade i Catalogue of Life.

## Bildgalleri

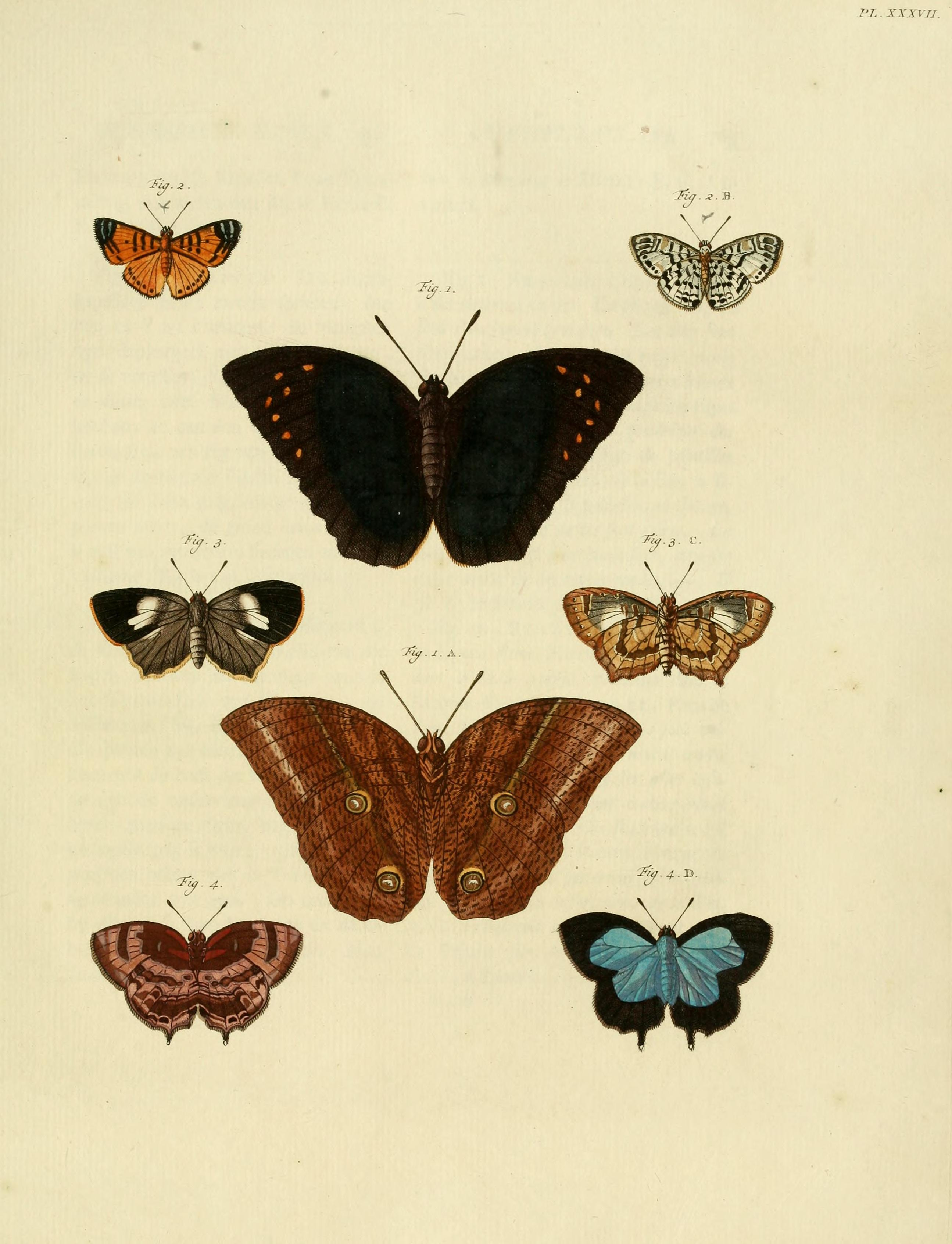